# Bebek Péter
Pelsőci Bebek Péter a pelsőci Bebekek vámosi ágából származott, Bebek Detre nádor fia, Zsigmond király udvari lovagja, majd székely ispán volt.
Zsigmond megbocsátotta neki apja lázadását és udvarába fogadta, mint udvari ifjút, majd lovagot (1412: aulicus, 1414: aule nostre miles). Egy adománylevél szerint 1416-ban elkísérte Zsigmond angliai útjára.
1423–1426-ig székely ispán volt.
Csáki György leányát, Csáki Katát vette feleségül.